# كيم تشول هو
كيم تشول هو (بالإنجليزية: Kim Chol-Ho)‏ (مواليد 15 أكتوبر 1985 في كوريا الشمالية) لاعب كرة قدم كوري شمالي دولي يجيد اللعب في مركز الدفاع . يلعب حاليا لصالح نادي أمروكغانغ الكوري الشمالي منذ سنة 2005 .

## روابط خارجية
- كيم تشول هو على موقع الاتحاد الدولي (مؤرشف)  (الإنجليزية)
- كيم تشول هو على موقع قاعدة بيانات كرة القدم.إي يو (الإنجليزية)
- كيم تشول هو على موقع ناشيونال فوتبول تيمز (الإنجليزية)
- كيم تشول هو على موقع Soccerway.com (الإنجليزية)